# Spec Ops
Spec Ops ist der Name einer Serie von Militärsimulationen für PC und diverse Spielkonsolen. Sie wurde ursprünglich von den Zombie Studios entwickelt und vorwiegend für Windows und PlayStation-Konsolen veröffentlicht. Nach den ersten Serientiteln für PC ging die Entwicklung auf das US-amerikanische Studio Runecraft Ltd über, das die Serie für die PlayStation entwickelte. Während die Spiele ursprünglich von Ripcord Games veröffentlicht wurden, liegen die Serienrechte mittlerweile beim US-amerikanischen Publisher Take-Two Interactive. Unter Take 2 kamen weitere Entwickler an Bord.
Die Spec-Ops-Serie wurde als realistischer First-/Third-Person-Shooter konzipiert, der den Spieler in Teamoperationen einbindet. Die ersten zwei Spiele wurden gut bewertet. Die Fortsetzungen unter Take 2 zwischen 2000 und 2002 waren dagegen günstig produzierte Arbeiten, zuletzt veröffentlicht über Take 2s Budgetlabel Gotham Games und erhielten niedrigere Bewertungen. Nach zehn Jahren ohne weitere Veröffentlichung veröffentlichte Take 2 im Juni 2012 Spec Ops: The Line, der vom deutschen Entwicklerstudio Yager Development entwickelt wurde. Es verlegte den Fokus auf die Erzählung und ist beeinflusst vom Imperialismus-kritischen Roman Herz der Finsternis sowie dessen Adaption, dem Antikriegsfilm Apocalypse Now.

## Veröffentlichte Titel
| Titel                          | Jahr        | Entwickler         | Publisher            | Plattform                                         |
| ------------------------------ | ----------- | ------------------ | -------------------- | ------------------------------------------------- |
| Spec Ops: Rangers Lead the Way | 1998        | Zombie Studios     | Ripcord Games        | Windows                                           |
| Spec Ops: Ranger Team Bravo    | 1998        | Zombie Studios     | Ripcord Games        | Windows                                           |
| Spec Ops 2: Green Berets       | 1999        | Zombie Studios     | Ripcord Games        | Windows                                           |
| Spec Ops 2: Omega Squad        | 2000        | Zombie Studios     | Ripcord Games        | Dreamcast                                         |
| Spec Ops: Stealth Patrol       | 2000        | Runecraft Ltd.     | Take-Two Interactive | PlayStation                                       |
| Spec Ops: Ranger Elite         | 2001        | Runecraft          | Take-Two Interactive | PlayStation                                       |
| Spec Ops: Covert Assault       | 2001        | Runecraft          | Take-Two Interactive | PlayStation                                       |
| Spec Ops: Airborne Commando    | 2002        | Big Grub           | Gotham Games         | PlayStation                                       |
| Spec Ops                       | eingestellt | Rockstar Vancouver | Rockstar Games       | PlayStation 2                                     |
| Spec Ops: The Line             | 2012        | Yager Development  | 2K Games             | Windows, PlayStation 3, Xbox 360, Mac OS X, Linux |